# Parabuthus eritreaensis
Espèce
Parabuthus eritreaensis est une espèce de scorpions de la famille des Buthidae.

## Distribution
Cette espèce est endémique de Somalie.. Elle se rencontre au Pount et au Somaliland.

## Description
Le mâle holotype mesure 71,5 mm et la femelle paratype 85,6 mm.

## Étymologie
Son nom d'espèce, composé de eritrea et du suffixe latin -ensis, « qui vit dans, qui habite », lui a été donné en référence au lieu supposé de sa découverte, qui c'est révélé erronée, l'Érythrée.

## Publication originale
- Kovařík, 2003 : « Scorpions of Djibouti, Eritrea, Ethiopia, and Somalia (Arachnida: Scorpiones), with a key and descriptions of three new species. » Acta Societas Zoologicae Bohemiae, vol. 67, p. 133–159 (texte intégral).